# ブロードリーフ
株式会社ブロードリーフは、自動車業界向けパッケージシステム（.NSシリーズやスーパーフロントマンなど）の開発･販売を行う企業でシステムインテグレーター（ユーザー系）。本社は東京都品川区にある。JPX日経中小型株指数の構成銘柄の一つ。

## 沿革
- 2005年12月 - 翼システムのパッケージソフトウェア事業を営業譲受するためアイ・ティー・エックス株式会社が子会社アイ・ティー・エックス翼ネット株式会社（ITX翼ネット）を設立[3]。
- 2006年8月 - 株式会社ブロードリーフに社名変更[3]。
- 2009年9月 - カーライル・グループの支援を受けてMBOの受け皿会社としてシー・ビーホールディングスを設立[3]。
- 2009年11月 - 株式譲渡によりシー・ビーホールディングスがブロードリーフを子会社化[3]。
- 2010年1月 - シー・ビーホールディングスがブロードリーフを吸収合併した上で株式会社ブロードリーフに社名変更[3]。
- 2013年3月22日 - 東京証券取引所1部に上場[3]。
- 2014年4月 - 「街のカーウンセラー」認定1号店がオープン
- 2015年12月 - フィリピンのメトロマニラマカティ市に子会社Broadleaf I.T.Solutions Inc.を設立
- 2017年3月 - 先端技術の研究開発を行う研究子会社、株式会社SpiralMindを設立
- 2017年7月 - 株式会社タジマを子会社化
- 2018年9月 - 「.NS」シリーズにAI機能を搭載した新商品「SF.NS3Ai」の販売を開始

デジタルビジネスプラットフォーム『Broadleaf Cloud Platform』と第一弾クラウドサービスであるSuper Frontmanシリーズ「Maintenance.C（メンテナンスドットシー）」の提供を開始
- 2019年5月 - 株式会社産業革新研究所を子会社化
- 2019年6月 - KAIZEN Instituteと作業分析/業務最適化ソフトウェア「OTRS」のOEM契約を締結

9月より世界60カ国でグローバル向け「KAIZEN™Time Study powered by OTRS」の販売を開始
- 2019年11月 - Zenmov株式会社を持分法適用関連会社化
- 2019年12月 - 株式会社ネクストシステムと資本業務提携を開始
- 2020年11月 - ブロックチェーン技術を活用した中古車売買マーケットプレイスを運営するShelf APに３rdParty向けビジネスデジタルプラットフォーム「Broadleaf Cloud Platform」の提供を開始。
- 2021年10月 - 自動車整備業向けクラウドサービス「Maintenance.c」を機能拡張し、本格リリース。鈑金業向けクラウドサービス「Repair.c（リペアドットシー）」も同時リリース